# دلران، نیوجرسی
دلران (به انگلیسی: Delran Township) شهری در ایالت نیوجرسی کشور ایالات متحده آمریکا است که جمعیت آن در سرشماری سال ۲۰۱۰ میلادی، ۱۶٬۸۹۶ نفر بوده‌است.